# 1040 Klumpkea
1040 Klumpkea là một tiểu hành tinh vành đai chính. Nó được phát hiện bởi Benjamin Jekhowsky ngày 20 tháng 1 năm 1925. Tên ban đầu của nó là 1925 BD. Nó được đặt theo tên Dorothea Klumpke Roberts.